# ジョセフ・フックス
ジョセフ・フックス（Joseph Fuchs, 1899年4月26日 ニューヨーク - 1997年3月14日）は、20世紀のアメリカ合衆国におけるヴァイオリニスト・音楽教師の重鎮。ヴィオラ奏者のリリアン・フックスは実妹であり、チェリストのハリー・フックスは実弟である。
4歳の頃からヴァイオリンを始め、ニューヨーク音楽芸術研究所（現ジュリアード音楽院）でフランツ・クナイゼルに師事。1918年に卒業し、1926年にクリーヴランド管弦楽団のコンサートマスターに迎えられたが、1940年に辞任してソリストとしての活動を追究した。1943年にニューヨーク・デビューが成功裡に終わってからは、室内楽の演奏団体「ザ・ミュージシャンズ・ギルド (the Musicians' Guild 、音楽家組合の意味)」の設立者に名を連ね、1956年までその監督にあたった。
ヨーロッパ各地や南米、ソ連、イスラエル、日本で演奏活動を行い、1953年と1954年にはプラド音楽祭にも参加する傍ら、アメリカ国内ではソリストとして、すべての重要なオーケストラと共演を重ねた。
1960年にフォード財団より助成金を得て、ウォルター・ピストンにヴァイオリン協奏曲を委嘱し、同年ピッツバーグでその初演を行なった。ほかにも、ニコライ・ロパトニコフやベン・ウィーバー、マリオ・ペラガロのヴァイオリン協奏曲のほか、フックスと妹リリアンに献呈されたボフスラフ・マルティヌーの《ヴァイオリンとヴィオラのためのマドリガル》の初演も行なった。ほかに、アルトゥール・バルサムと共演してレイフ・ヴォーン・ウィリアムズの《ヴァイオリン・ソナタ》の改訂版の米国初演を実現させたほか、マルティヌーの《2つのヴァイオリンとピアノのためのソナタ》の米国初演も作曲者の歿後に行なっている。
愛用の楽器は、1722年製のストラディヴァリウス「カディス」であった。演奏様式は、力強く気宇壮大であり、熟練の演奏技巧と、豊かで暖かな音色が特徴的であった。
1946年よりジュリアード音楽院のヴァイオリン科の教授に就任し、1971年には米国弦楽器教師協会(the American String Teachers' Association)より表彰された。歿年まで現役の音楽教師として活動を続けており、95歳までは演奏活動にも意欲的であったという。